# Pierre de La Place
Pierre de La Place (Angoulême, 1520 circa – Parigi, 25 agosto 1572) è stato un magistrato, giurista, filosofo, storico e scrittore ugonotto francese del XVI secolo, vittima della notte di san Bartolomeo.
La Place fu avvocato generale presso il Parlamento di Parigi, consigliere del re e consigliere di Stato. Era a favore della separazione tra Stato e Chiesa.

## Biografia

### Nascita e carriera
Pierre de La Place nacque intorno al 1520 ad Angoulême. Suo padre, che si chiamava a sua volta Pierre de la Place, era scudiero ed esercitava le funzioni di assessore e sindaco di Angoulême, nonché tesoriere di Luisa di Savoia, reggente di Francia e madre di Francesco I; fu lui a negoziare l'impegno di Francesco I con Claudia di Francia nel 1514 e più tardi, nel 1527, il suo rilascio dopo la battaglia di Pavia; sua madre si chiamava Marguerite Pastoureau.
Pierre de La Place era cugino di Josué de la Place, teologo protestante francese e trisavolo di Pierre-Antoine de La Place, scrittore e drammaturgo francese del XVIII secolo, primo traduttore francese di Shakespeare.
Sebbene destinato alla carriera militare, il giovane Pierre decise nel 1536 di recarsi a Poitiers dove iniziò i suoi studi.
Nel 1542, all'età di 22 anni, Pierre de La Place scrisse a Parigi una Paraphrase de quelques titres des Institutes che lo fecero notare.
Membro del foro di Parigi, fu nominato nel 1545 avvocato per le Cours des aides di Parigi dal re Francesco I.
Nel 1553 il nuovo re Enrico II lo nominò, all'età di 33 anni, primo presidente delle Cours des aides, quindi l'8 aprile 1556 lo fece cavaliere. Alle Court des aides, Pierre de La Place sostituì Jacques Lhuillier (o Luillier o l'Huillier), lo zio di sua moglie, Radegonde Lhuillier. Discendevano da Etienne Marcel, prevosto dei mercanti di Parigi del XIV secolo, e da Eustace Laistre, cancelliere di Francia nel XV secolo.

### Guerre di religione
Avendo aderito progressivamente al movimento della Riforma, Pierre de La Place professò apertamente la nuova fede dopo la morte del re Francesco II (nel 1560), sebbene si distinguesse dal calvinismo estremo. Amico di Michel de L'Hospital - presidente della Camera dei conti dal 1555 al 1560 e Cancelliere di Francia dal 1560 - era come lui moderato.
Il resto della sua vita fu da allora intimamente legato alle guerre di religione che presto giunsero per impadronirsi della Francia. L'anno 1561, primo anno della reggenza di Caterina de Medici, nel nome di suo figlio Carlo IX di appena dieci anni, vide molte conversioni al protestantesimo. Come risultato di un rilassamento della pressione sulle Riforme, molte persone osavano fare il grande passo. Tuttavia alcuni protestanti piuttosto violenti cercarono di imporsi con la forza, irritando sempre più i cattolici. In seguito si verificarono numerosi incidenti.
Fu a fronte di questi primi problemi dell'anno 1561 che Pierre de La Place decise di lasciare Parigi con la sua famiglia per ritirarsi in una tenuta di sua proprietà in Piccardia (probabilmente a Russy o Vaumoise). Compose due trattati: De la vocation et manière de vivre à laquelle chacun est appelé ("La vocazione e lo stile di vita a cui tutti sono chiamati") nel 1561 e Du droit usage de la philosophie morale avec la doctrine chrétienne ("Il giusto uso della filosofia morale con la dottrina cristiana") nel 1562.
Nel marzo del 1563 l'editto di Amboise pose fine alla prima guerra di religione iniziata un anno prima. Ritornato al suo ufficio, Pierre de la Place si vide proporre, davanti a tutta la corte, la sovrintendenza del principe Luigi di Condé, capo del partito calvinista, che l'apprezzava molto. Nel 1565 l'opera più importante di La Place apparve, in forma anonima, col titolo Commentaires de l’état de la religion et de la république sous les rois Henri & François seconds & Charles neuvième ("Commenti dello stato della religione e della Repubblica sotto i re Enrico, Francesco II e Carlo"), in 7 libri.
Nel 1567 e nel 1568 ebbe luogo la seconda guerra di religione. Ben presto, nell'estate del 1568, ripresero i combattimenti e vi fu la terza guerra di religione. Michel de l'Hospital non era più cancelliere da diversi mesi. Dopo un editto (28 settembre 1568) di Caterina de 'Medici che proibiva nuovamente il protestantesimo e licenziava i funzionari protestanti, gli uffici di La Place furono dichiarati vacanti il 22 dicembre 1568. Con la sua famiglia, fuggì poi una seconda volta in Piccardia fino al castello di Vez (vicino a Russy), proprietà delle nipoti di sua moglie.
Nel 1569, Luigi di Condé fu ucciso nella battaglia di Jarnac. Dopo la pace di Saint-Germain nel 1570, Carlo IX rese a La Place la sua casa, che era stata confiscata nel 1567 dopo essere stata saccheggiata.
Fu assassinato il 25 agosto 1572, il giorno dopo la Notte di san Bartolomeo. Secondo il Libro dei martiri di John Foxe, era stato informato del massacro e gli fu ordinato di riferire al re, in attesa dei suoi ordini. Fuggì, ma non riuscì a trovare riparo presso alcun cattolico; alla fine tornò a casa propria dove si barricò, guidando moglie e servitori nella preghiera mentre aspettava. Alla fine fu costretto a partire con gli uomini del re, che lo condussero nelle grinfie di assassini che lo uccisero. Il suo cadavere fu portato in una stalla, dove fu profanato con sterco di cavallo (in seguito gettato nel fiume) e la sua casa fu saccheggiata.

## Opere

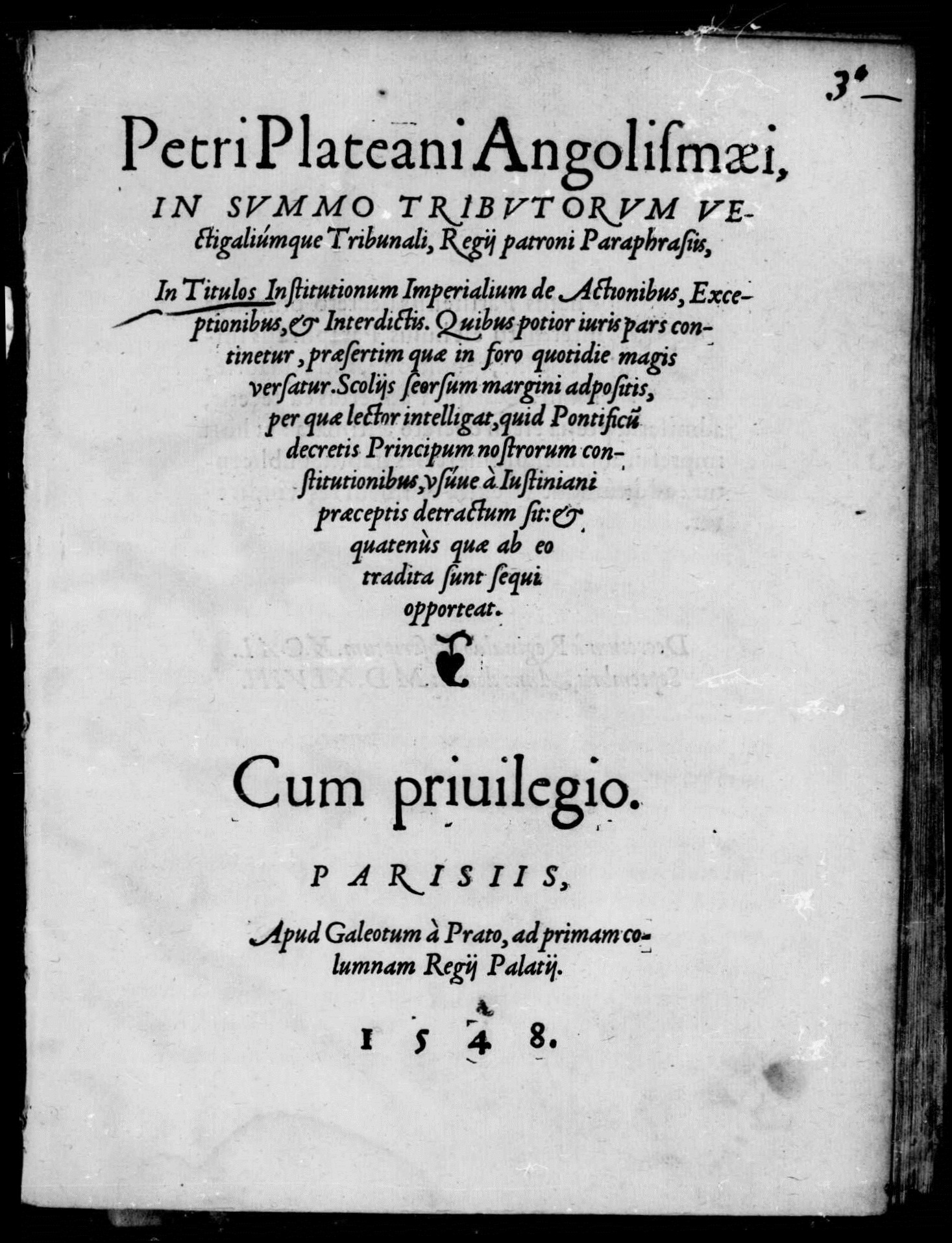
Paraphrasis in titulos institutionum imperialium de actionibus, exceptionibus et interdictis, 1548

- Paraphrase de quelques titres des Institutes, Parigi, 1542.
- (LA) Paraphrasis in titulos institutionum imperialium de actionibus, exceptionibus et interdictis, Galliot Du Pré, 1548.
- De la vocation et manière de vivre à laquelle chacun est appelé, Parigi, 1561 e 1574.
- Du droit usage de la philosophie morale avec la doctrine chrétienne, Parigi, 1562 e Leida, 1568.
- Commentaires de l’état de la religion et de la république sous les rois Henri & François seconds & Charles neuvième (in 7 libri), 1565 (tradotto in latino in 2 volumi nel 1575-77 e inserito nelle sue Mémoires sur l’histoire de France).
- De l’excellence de l’homme chrétien et manière de le connaître, P. de Farnace, 1572 (o 1575?).
- Discours politiques sur la voie d’entrer dûment aux États et manière de constamment s’y maintenir et gouverner (adattati da De la vocation et manière de vivre à laquelle chacun est appelé), tradotti in inglese, Londra, 1578.